# 黄花穗莼
黄花穗莼（学名：[Cabomba aquatica] 错误：{{Lang}}：文本有斜体标记（帮助））又名黄菊花草，香港通常稱為羅漢茜，为莼科穗莼属的一种。

## 形态
本种为多年生水生草本植物，同时具有沉水及浮水形态。其沉水叶为细针状、穗状，而浮水叶为圆盾形，黄色的花挺水而出。
- 沉水的茎与叶
- 圆盾形的浮水叶与黄色花
- 浮水叶与花

## 分布
本种原生于热带南美洲，包括法属圭亚那、圭亚那、苏里南、委内瑞拉、玻利维亚、哥伦比亚、秘鲁与巴西大部（巴西南部除外），生活于池沼中。
现在亚洲热带地区如孟加拉与马来西亚半岛也有归化的种群。